# Gama fusca
Gama fusca är en skalbaggsart som beskrevs av Blanchard 1850. Gama fusca ingår i släktet Gama och familjen Melolonthidae. Inga underarter finns listade i Catalogue of Life.